# 埃弗莱姆·斯克良斯基
埃弗拉伊姆·马尔科维奇·斯克良斯基（俄语：Эфраим Маркович Склянский，1892年8月12日—1925年8月27日）苏联革命家、政治家，十月革命时任彼得格勒苏维埃军事革命委员会成员，后托洛茨基任命他为革命军事委员会副主席，参与俄国内战。1923年11月，蒋中正考察苏联期间，与斯克良斯基会面。1925年因事故死于美国纽约。

## 外部連結
- biography （页面存档备份，存于） (in Russian)